# Emplesiogonini
Emplesiogonini Simon, 1903 è una tribù di ragni appartenente alla famiglia Thomisidae.

## Distribuzione
I tre generi oggi noti di questa tribù sono endemici del Madagascar.

## Tassonomia
A dicembre 2013, gli aracnologi riconoscono 3 generi appartenenti a questa tribù:
- Emplesiogonus Simon, 1903 - Madagascar
- Plastonomus Simon, 1903 - Madagascar
- Pseudoporrhopis Simon, 1886 - Madagascar